# Margot Trooger
Margot Trooger, född 2 juni 1923 i Rositz i Thüringen i Tyskland, död 24 april 1994, var en tysk skådespelare. För den svenska publiken är hon känd som den som spelade fröken Prysselius, "Prussiluskan", i filmatiseringarna om Pippi Långstrump. I dessa filmer dubbades hennes röst till svenska.

## Biografi

### Bakgrund och familj
Trooger föddes i Rositz och hon intresserade sig tidigt för skådespeleri. Hon började studera yrket 1945, och därefter medverkade hon i ett 50-tal filmer i hemlandet Tyskland/Västtyskland.
Hon var gift  med kostymören Jörg Zimmermann. De skilde sig 1964. Troogers dotter Sabina gick i moderns fotspår med en framgångsrik filmkarriär i Tyskland.

### Pippi Långstrump
I filmatiseringarna av Pippi Långstrump lärde Trooger sig de svenska replikerna, men hon dubbades senare för att rösten skulle låt mer genuint svensk. Eftersom hon vid inspelningen talade på svenska var man även tvungen att sedan dubba hennes röst till tyska inför de tyska visningarna.
Skälet till att Trooger och de andra tyska skådespelare engagerades till Pippi Långstrump-filmerna var att filmerna delvis hade tysk finansiering. Margot Trooger sydde själv de kläder hon hade på sig i filmerna, och det hävdas att hon vid några inspelningar ska ha varit berusad. Rollfiguren "Prussiluskan" är skapad för filmerna och finns inte med i böckerna; där förekommer dock en "fröken Rosenblom" som ägnar sig åt välgörenhet bland barnen i staden.

### Senare år
Vid Pippi Långstrump-inspelningarna var Trooger 46 år gammal. Några år senare pensionerades hon som 54-åring på grund av lungcancer.
Våren 1994 avled Margot Trooger, 70 år fyllda.

## Filmografi (urval)
- 1965 – Heidi
- 1973 – Här kommer Pippi Långstrump
- 1969 – Pippi Långstrump (TV)